# Grecia ai Giochi della XIX Olimpiade
La Grecia partecipò ai Giochi della XIX Olimpiade che si sono svolti a Città del Messico dal 12 al 27 ottobre 1968, con una delegazione di 44 atleti impegnati in 7 discipline per un totale di 27 competizioni. Portabandiera fu  Christos Papanikolaou, alla sua seconda Olimpiade, che sarebbe stato uno dei protagonisti dell'avvincente gara di salto con l'asta. Il bottino della squadra, sempre presente ai Giochi estivi, fu di una medaglia di bronzo conquistata nella lotta greco-romana.

## Medaglie
| Medaglia | Atleta               | Sport              | Evento       |
| -------- | -------------------- | ------------------ | ------------ |
| Bronzo   | Petros Galaktopoulos | Lotta greco-romana | Pesi leggeri |

## Risultati

### Pallanuoto
| Atleta | Classifica |                   |
| --- | --- | ----------------- |
| V · D · M Nazionale maschile greca di pallanuoto · Giochi olimpici - Città del Messico 1968 Thymaras • Theodorakopoulos • Iosifidis • Garyfallos • Kougevetopoulos • Mathioudakis • Palios • Palikaris • Tsagkas • Karalogos • Michalos · CT : | 14° |                   |
| Nazionale maschile greca di pallanuoto · Giochi olimpici - Città del Messico 1968 | |                   |
| Thymaras • Theodorakopoulos • Iosifidis • Garyfallos • Kougevetopoulos • Mathioudakis • Palios • Palikaris • Tsagkas • Karalogos • Michalos · CT:                                                                                              | Thymaras • Theodorakopoulos • Iosifidis • Garyfallos • Kougevetopoulos • Mathioudakis • Palios • Palikaris • Tsagkas • Karalogos • Michalos · CT: | Grecia (bandiera) |